# Cherif Al Idrissi Airport
Cherif Al Idrissi Airport (arabiska: مطار الشريف الإدريسي, franska: Aéroport Al Hoceima - Cherif Al Idrissi) är en flygplats i Marocko.   Den ligger i provinsen Al Hoceïma och regionen Tanger-Tétouan-Al Hoceïma, 300 km öster om huvudstaden Rabat. Cherif Al Idrissi Airport ligger 28 meter över havet.
Närmaste större samhälle är Al Hoceïma, 12 km nordväst om Cherif Al Idrissi Airport. 